# Kestenovac (żupania karlowacka)
Kestenovac – wieś w Chorwacji, w żupanii karlowackiej, w gminie Vojnić. W 2011 roku liczyła 10 mieszkańców.